# Política de Suiza

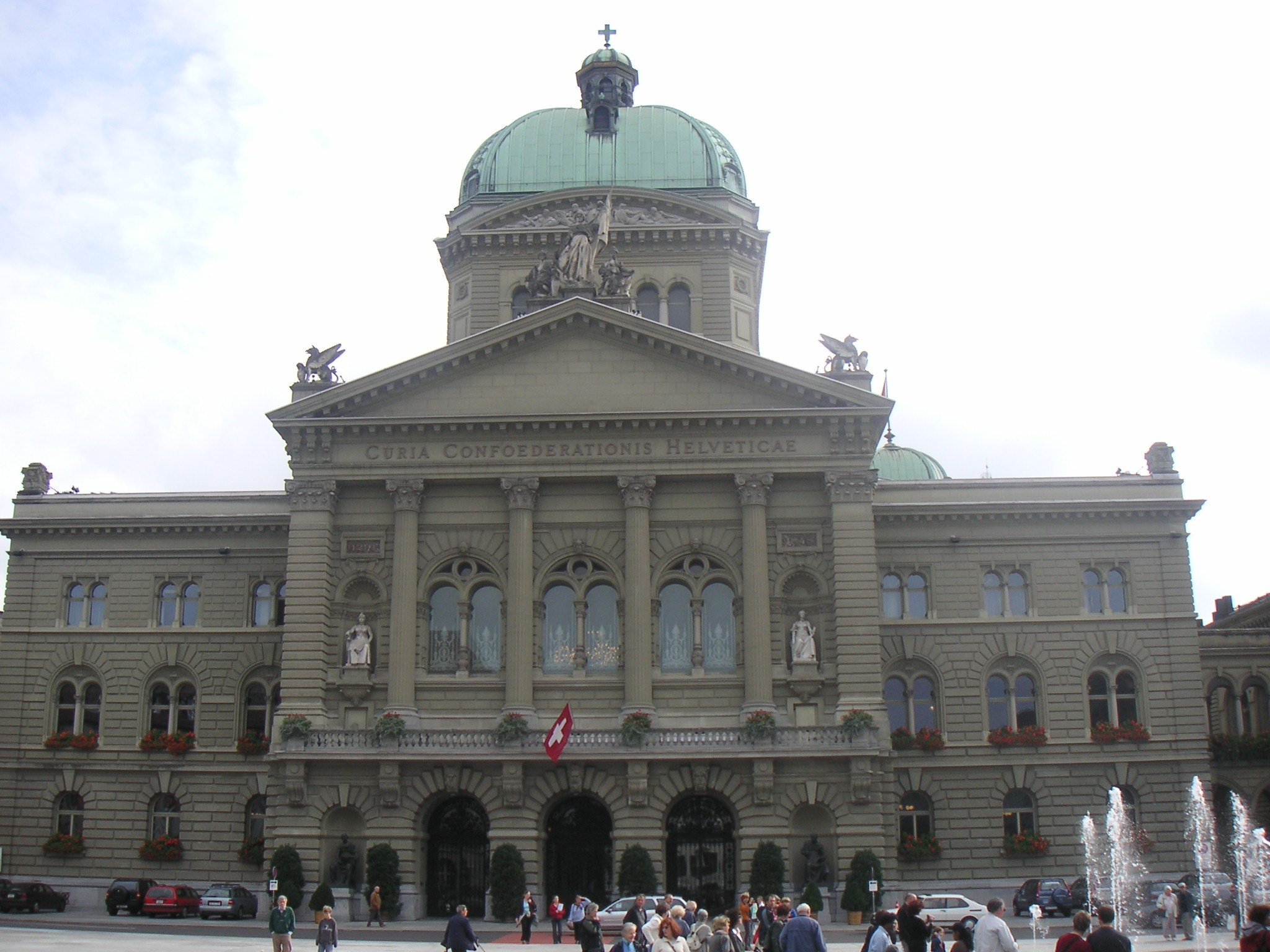
Palacio Federal en Berna, capital de Suiza.

La política de Suiza tiene lugar en el marco de una república democrática parlamentaria federal pluripartidista, donde el Consejo Federal actúa como jefe colegiado de Gobierno. El poder ejecutivo es ejercido por el Gobierno y la Administración Federal. El poder legislativo federal recae en el Gobierno y las dos cámaras de la Asamblea Federal de Suiza. El poder judicial es independiente del ejecutivo y del legislativo. Para llevar a cabo cualquier cambio en la constitución es obligatorio aprobarlo mediante el referéndum obligatorio. Para realizar cualquier cambio en una ley se puede solicitar la celebración de un referéndum facultativo, en los tres niveles de la administración: federal, cantonal y municipal. A través de referendos, los ciudadanos pueden impugnar cualquier ley votada por la Asamblea Federal y, por medio de iniciativas, introducir enmiendas a la constitución federal. Este tipo de sistema político es descrito como democracia semidirecta.

## Sistema federal y competencias
Suiza es un sistema federal no centralizado, debido a que está compuesta por diferentes grupos religiosos y lingüísticos. A continuación se muestra una tabla donde se describen las competencias en nivel federal, cantonal y municipal.
| Federales (Constitución Suiza)            | Cantonales (Constituciones cantonales)                                                         | Municipales (Legislación cantonal) |
| ----------------------------------------- | ---------------------------------------------------------------------------------------------- | ---------------------------------- |
| Organización de las autoridades federales | Organización de las autoridades cantonales (constitución propia, himno propio, bandera propia) | Educación (infantil y primaria)    |
| Asuntos exteriores                        | Cooperación transfronteriza                                                                    | Gestión de residuos                |
| Ejército y protección civil               | Policía                                                                                        | Vías municipales                   |
| Carreteras nacionales (autopistas)        | Relaciones entre religión y estado                                                             | Infraestructuras locales           |
| Energía nuclear                           | Cultura                                                                                        | Policía local                      |
| Servicios postales y telecomunicaciones   | Salud pública                                                                                  | Planificación territorial          |
| Política monetaria                        | Carreteras y vías cantonales                                                                   | Ciudadanía                         |
| Seguridad social (pensiones, inválidos)   | Bosques, agua, recursos naturales                                                              | Impuestos municipales              |
| Derecho civil, Derecho penal              | Educación (educación secundaria y universidades)                                               |                                    |
| Procedimiento civil y penal               | Protección del medio ambiente Protección de la naturaleza y del patrimonio                     |                                    |
| Aduanas                                   | Ciudadanía                                                                                     |                                    |
| Educación (universidades técnicas)        | Impuestos cantonales                                                                           |                                    |
| Política energética                       |                                                                                                |                                    |
| Principios de planificación territorial   |                                                                                                |                                    |
| Protección del medio ambiente             |                                                                                                |                                    |
| Ciudadanía                                |                                                                                                |                                    |
| Impuestos federales                       |                                                                                                |                                    |

## Separación de poderes

### Ejecutivo

#### Órgano
El poder ejecutivo (Gobierno) es ejercido por el Consejo Federal, formado por 7 consejeros federales. Estos son elegidos por la Asamblea Federal por un período de 4 años. El Consejo Federal debe representar equitativamente las diversas regiones y comunidades lingüísticas.

#### Presidencia
La presidencia del Consejo federal está asegurada por el presidente de la Confederación.

#### Composición en 2025 (por orden de antigüedad)
- Guy Parmelin (Vicepresidente de la Confederación en 2025),Vaud, UDC, Departamento federal de economía, formación e investigación.
- Ignazio Cassis, Tesino, PLR, Departamento federal de asuntos exteriores.
- Karin Keller-Sutter (Presidenta de la Confederación en 2025), San Galo, PLR, Departamento federal de finanzas.
- Albert Rösti, Berna, UDC, Departamento federal del medio ambiente, transportes, energía y comunicaciones.
- Élisabeth Baume-Schneider, Berna, PSS, Departamento federal del interior.
- Beat Jans, Basilea-Ciudad, PSS, Departamento federal de justicia y policía.
- Martin Pfister, Zug, DM, Departamento federal de defensa, protección de la población y deportes.

### Legislativo

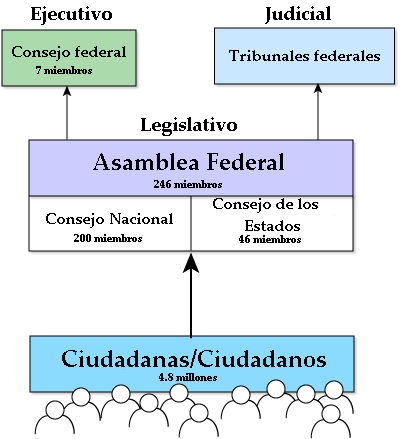
Sistema electoral.

El poder legislativo es ejercido por la Asamblea Federal, compuesta por dos cámaras:

#### Consejo Nacional
El Consejo Nacional representa al pueblo y está compuesto por 200 consejeros nacionales. Cada cantón constituye una circunscripción electoral que elige, al menos, un diputado; corresponde un diputado si su población es menor que la media nacional de habitantes por diputado, que actualmente es de 36.000 habitantes por escaño. El cantón de Zúrich tiene 34 diputados, mientras que los cantones de Appenzell Rodas Interiores, Appenzell Rodas Exteriores, Glaris, Nidwalden y Obwalden tienen un solo diputado cada uno. El Consejo Nacional es elegido cada cuatro años.

#### Consejo de los Estados
El Consejo de los Estados, representa a los cantones y está formada a razón de dos diputados por cada cantón. El consejo de Estados equivaldría, pues, al senado estadounidense que está formado por dos senadores por cada estado. Pero el parecido es solo formal. El senado estadounidense tiene grandes poderes y prerrogativas propias especialmente en la conducción de las relaciones exteriores. En Suiza ambas cámaras del parlamento tienen los mismos deberes y funciones.

#### Presidencia
Cada Consejo debe elegir un presidente, un vicepresidente 1º y un vicepresidente 2º para un período de un año.

#### Políticos milicianos
Todos los parlamentarios suizos (senadores, diputados, parlamentarios cantonales y comunales) son políticos milicianos. Ejercen la política a tiempo parcial aparte de su profesión u oficio y no perciben un salario sino dietas por las tareas estrictamente vinculadas a la labor parlamentaria.

### Judicial
Cada cantón posee su propio tribunal. Sin embargo, es posible hacer recurso hasta el Tribunal Federal (con sede en Lausana), que es la autoridad suprema a nivel judicial de la Confederación.
Actualmente existen tres tribunales (situados en las tres regiones lingüísticas):
- el Tribunal federal de Lausana (el más importante),
- el Tribunal federal de seguros y aseguradoras (TFA, por sus siglas en francés),
- el Tribunal penal federal de Bellinzona (en servicio desde 2004) y
- el Tribunal administrativo federal de San Galo (en servicio desde 2007).

#### Jueces federales
Los jueces federales son elegidos por la Asamblea Federal, teniendo en cuenta las diversidades lingüísticas del país. Su mandato es en principio por un período de 6 años, pero este puede ser renovado. En principio todo ciudadano suizo puede ser juez federal sin necesidad de algún estudio, pero en la práctica, las personas que tienen ciertos conocimientos en derecho son prioritarias. Además se busca tener una repartición «equitativa» entre los diferentes partidos.

## Principales partidos políticos
| Partido Político                      | Líder                            | Posición                    |
| ------------------------------------- | -------------------------------- | --------------------------- |
| Unión Democrática de Centro (UDC)     | Marcel Dettling                  | Derecha                     |
| Partido Socialista (PSS)              | Cédric Wermuth y Mattea Meyer    | Centroizquierda e izquierda |
| Partido Liberal Radical Suizo (PLR)   | Thierry Burkart                  | Centroderecha               |
| El Centro (Mitte)                     | Philipp Matthias Bregy           | Centro y Centroderecha      |
| Los Verdes (LVs)                      | Lisa Mazzone                     | Izquierda                   |
| Verdes Liberales (VLib)               | Jürg Grossen                     | Centro                      |
| Partido Popular Evangélico (PPE)      | Lilian Studer                    | Centro                      |
| Liga de Tesino (Lega)                 | Norman Gobbi                     | Derecha                     |
| Partido Suizo del Trabajo             | Amanda Ioset y Alexander Eniline | Izquierda                   |
| Solidaridad                           | Liderazgo colectivo              | Izquierda                   |
| Unión Democrática Federal (UDF)       | Daniel Frischknecht              | Derecha                     |
| Partido Social Cristiano (PSC)        | Marius Achermann                 | Centroizquierda             |
| Movimiento Ciudadano de Ginebra (MCG) | François Baertschi               | Derecha                     |

## Derechos cívicos y políticos: Referéndum e iniciativa popular
Todo ciudadano suizo mayor de edad y capaz de discernir puede intervenir directamente en la toma de decisiones. Los referéndum se suelen acumular en 4 domingos al año (marzo, junio, septiembre y noviembre), pudiendo votarse un domingo sobre temas federales, cantonales y comunales.
A continuación se explican los mecanismos de participación ciudadana en los niveles federal, cantonal y comunal.

### Nivel Federal
Los ciudadanos suizos pueden modificar las leyes federales según lo expuesto en los artículos 136 a 142 de la Constitución Federal de Suiza de 1999:
- Referéndum obligatorio (artículo 140): toda revisión de la Constitución, toda adhesión a organizaciones supranacionales y todas las leyes federales declaradas urgentes, deben ser sometidas al voto del pueblo y de los cantones (mayoría doble requerida). Fue introducido en la Constitución en 1848.
- Referéndum facultativo (artículo 141): permite someter a voto una ley, si 50 000 ciudadanos u ocho cantones lo piden en un plazo de 100 días a partir de la publicación del acta en el Boletín oficial de Suiza, sobre una decisión de la Asamblea Federal. Fue introducido en la Constitución en 1874.
- Iniciativa popular federal (art. 138): permite a los ciudadanos suizos redactar un texto legislativo en vista de crear o modificar un artículo constitucional. Para esto, ellos deben, en un plazo de 18 meses a partir de la publicación oficial de su iniciativa, recolectar 100 000 firmas en vista de poder proponer el artículo a una votación popular. Si se alcanza, la iniciativa será presentada a votación popular, en donde deberá ganar por doble mayoría de votantes. (Una mayoría en porcentaje además de mayoría de cantones: si, por ejemplo, los tres cantones más numerosos votaran sí, y la iniciativa ganara, esta no sería aceptada pues debe contar con el sí de al menos 13 cantones).
- Iniciativa popular federal general (art.139): permite a 100.000 ciudadanos solicitar a la asamblea federal legislar sobre una cuestión dada.

### Nivel cantonal
Cada cantón (26) dispone de una constitución que regula los derechos políticos de sus ciudadanos para modificar las leyes cantonales. Cada cantón puede cambiar las condiciones referendarias, estas pueden variar también de una ciudad a otra (en tiempo, número de firmas, etc).
Todos los cantones tienen su propio parlamento, llamado en la mayoría de los cantones Gran Consejo, y el gobierno, llamado Consejo de Estado. Algunas actividades son competencia única de los cantones, entre ellas figuran la educación y la gestión de los hospitales (salvo los hospitales comunales y privados), la construcción, el mantenimiento de las carreteras (salvo las autopistas, las vías nacionales y las vías comunales), la policía (no hay que confundir con el ejército) y otras cargas sociales como el control fiscal.[cita requerida]
Ejemplo cantón de Vaud
- Iniciativa popular (artículos 78-82): Pueden presentar una ley (o propuesta de ley) si en 4 meses se recogen 12000 firmas. Si esa ley implica una revisión total de la constitución cantonal, son necesarias 18.000 firmas.[4]
- Referéndum facultativo (Artículos 83,84):  Si en los 40 días siguientes a la publicación de una ley cantonal, se reúnen 12 000 firmas, se celebra un referéndum vinculante.

### Nivel comunal
Las condiciones de los referéndum e iniciativa popular a nivel comunal (municipal) los define cada cantón mediante una ley.
Ejemplo Cantón de Vaud
En el caso del Cantón de Vaud, tiene las siguientes características:
- Iniciativa popular general: Para municipios de menos de 50 000 electores, requiere del 15% del censo, mientras que se reduce al 10% en comunas de más de 50 000 electores.
- Referéndum: Para municipios de menos de 50 000 electores, requiere del 15% del censo, mientras que se reduce al 10% en comunas de más de 50 000 electores.

## Suiza y la Unión Europea
En caso de adhesión a la Unión Europea (UE) el sistema de democracia semidirecta debería ser cambiado, pues el derecho comunitario primaría sobre el nacional, lo que implica que no todos los temas con los cuales el pueblo no esté de acuerdo vayan a ser votados, además de la invalidación de muchas de las leyes ya votadas por el electorado suizo en contra del derecho europeo. El miedo a la pérdida de la soberanía es uno de los mayores argumentos de los antieuropeos. Actualmente en la UE no existe una forma que permita a los ciudadanos lanzar un referéndum para vetar una ley del Parlamento Europeo.
Otros motivos que dificultan la adhesión son la neutralidad suiza, el incremento del impuesto IVA del 8 al 15% que afectaría a la economía.

## Análisis del funcionamiento en Suiza

### Ventajas y funcionalidades
- Los mecanismos de democracia directa hacen más fácil a los ciudadanos participar en la toma de decisiones sobre temas políticos. También entidades políticas que no forman parte del gobierno están envueltas en el proceso de toma de decisiones. De esta forma, los ciudadanos toman consciencia de que son responsables de las decisiones que son realizadas en la urnas.[9]
- Cada entidad política puede exitosamente articular sus propias demandas. Incluso iniciativas y referendos con bajo porcentaje de éxito tienen influencia indirecta en la opinión pública.[9]
- Hay una fuerte tendencia para alcanzar compromisos y tener en cuenta la opinión pública, ya que de lo contrario los políticos se encontrarían con una iniciativa popular no prevista o la posibilidad de un veto a una ley. Provoca que los políticos estén en permanente contacto con la sociedad escuchando a las minorías.[9]
- Las decisiones políticas son ampliamente aceptadas por todos los actores en el ámbito político, económico y social. Las leyes basadas en un referéndum son más populares que decisiones unilaterales forzadas por los políticos.[9]
- Cumple dos funciones importantes en el proceso de toma de decisiones: comunicación política y socialización política. Los ciudadanos tienen más conocimiento del sistema político que en las democracias representativas. Hay un mayor esfuerzo en lograr acuerdos, produciéndose un mayor intercambio de información. Se refuerzan principios democráticos básicos, como el respeto a los argumentos del oponente político.[9]
- Se incrementa la confianza de los ciudadanos en las instituciones políticas.[10]
- Los ciudadanos se identifican positivamente con el Estado.[10]
- Hay un control permanente de las clases políticas.[10]
- Menos burocracia, menores impuestos, y un Estado efectivo.[10]
- La lentitud del sistema permite que se eviten aprobar leyes basadas en reacción a noticias, de forma precipitada, o por la cercanía de elecciones.[11]
- La distribución de poder entre tantos actores permite la convivencia pacífica entre comunidades con idiomas, culturas e ideas diferentes.
- Hay un alto interés de los ciudadanos por la política.[11]
- La democracia semidirecta legitima las decisiones políticas.[11]
- Es satisfactorio para los ciudadanos que su opinión tenga un rol clave en la política.[11]

### Inconvenientes y disfuncionalidades
- En la práctica solo una pequeña minoría de la sociedad participa activamente. Se ralentiza el proceso de toma de decisiones. La búsqueda de un compromiso entre los diferentes participantes (partidos, grupos de interés/lobbies, sociedad) puede ser larga.[9]
- Debilita la posición de los actores políticos en el gobierno, y refuerza el rol de la oposición permitiéndose la discusión y debate de sus argumentos. Los diferentes partidos de la oposición discuten entre ellos menos que en la democracia representativa. Grupos de interés también pueden provocar debate sobre temas particulares sin sufrir consecuencias políticas, debilitando la posición de los partidos políticos.[9]
- Debido al gran y diverso número de toma de decisiones, hay riesgo de que la sociedad se convierta en políticamente pasiva. Los electores no son capaces de estar informados sobre todos los cambios debido a la gran cantidad de información, especialmente alrededor de temas complejos.[9]
- Puede exarcebar conflictos políticos especialmente en asuntos polarizados de todo o nada. Hay un riesgo de que se derive en una tiranía de la mayoría  sobre la minoría. Reduciendo las opciones a sí y no, el voto popular limita las opciones de negociación y compromisos.[9]
- El referéndum ralentiza la innovación, siendo un ejemplo la tardía aprobación del sufragio femenino a nivel federal en 1971.[10]
- La ralentización de la toma de decisiones convierte a Suiza en un socio internacional difícil negociando.[11]
- El sistema de iniciativas puede provocar que se lancen y se sometan a voto temas polémicos. Actualmente no hay ningún mecanismo que asegure que las iniciativas sean compatibles con el derecho internacional, como intentó el propio gobierno suizo.[11]